# ₑ
Cette page contient des caractères spéciaux ou non latins. S’ils s’affichent mal (▯, ?, etc.), consultez la page d’aide Unicode.
ₑ, appelée e en indice, e inférieur ou lettre modificative e en indice, est un symbole utilisé dans la transcription indo-européenne. Il est formé de la lettre latine e mise en indice.

## Utilisation
Le e en indice est utilisé dans la transcription de l’indo-européen commun pour noter le timbre d’une laryngale. Franz Specht utilise notamment les lettres de voyelles souscrites dans Der Ursprung der indogermanischen Deklination pour noter une voyelle réduite. Fredik Otto Linderman utilise aussi le e en indice pour une voyelle réduite.
Dans la transcription du kutenai, Philippo Canestrelli utilise le e en indice, ainsi que d’autres lettres de voyelles en indice, pour noter une voyelle réduite.

## Représentations informatiques
La lettre modificative e en indice peut être représentée avec les caractères Unicode suivants (extensions phonétiques) :
| formes       | représentations | chaînes de caractères | points de code | descriptions              | note                             |
| ------------ | --------------- | --------------------- | -------------- | ------------------------- | -------------------------------- |
| modificative | ₑ               | ₑ                     | U+2091         | indice lettre minuscule e | codée pour le symbole phonétique |

## Sources
- (en + la) Philippo Canestrelli et Franz Boas, « Grammar of the Kutenai language », International Journal of American Linguistics, vol. 4, no 1,‎ 1927 (JSTOR 1263357, lire en ligne)
- (en) Deborah Anderson et Michael Everson, Proposal to encode six Indo-Europeanist phonetic characters in the UCS (no N2788, L2/04-191), 7 juin 2002 (lire en ligne)
- W. P. Lehmann, « On Earlier Stages of the Indo-European Nominal Inflection », Language, vol. 34, no 2,‎ avril-juin 1958, p. 179-202 (JSTOR 410822)
- (en) Fredrik Otto Linderman, Introduction to the ‘laryngeal theory’, Oslo, Norwegian University Press, 1987 (Archive.org)
- (en) Lisa Moore, « Indo-European laryngeals (A.16) », dans UTC #99 Minutes, 13 aout 2004 (lire en ligne)
- (de) Franz Specht, Der Ursprung der indogermanischen Deklination, Göttingen, 1943
- (en) Oswald J.-L. Szemerényi, Introduction to Indo-European linguistics, Oxford, Clarendon Press, 1996 (ISBN 0-19-824015-5, Archive.org)